# Liam Robbins

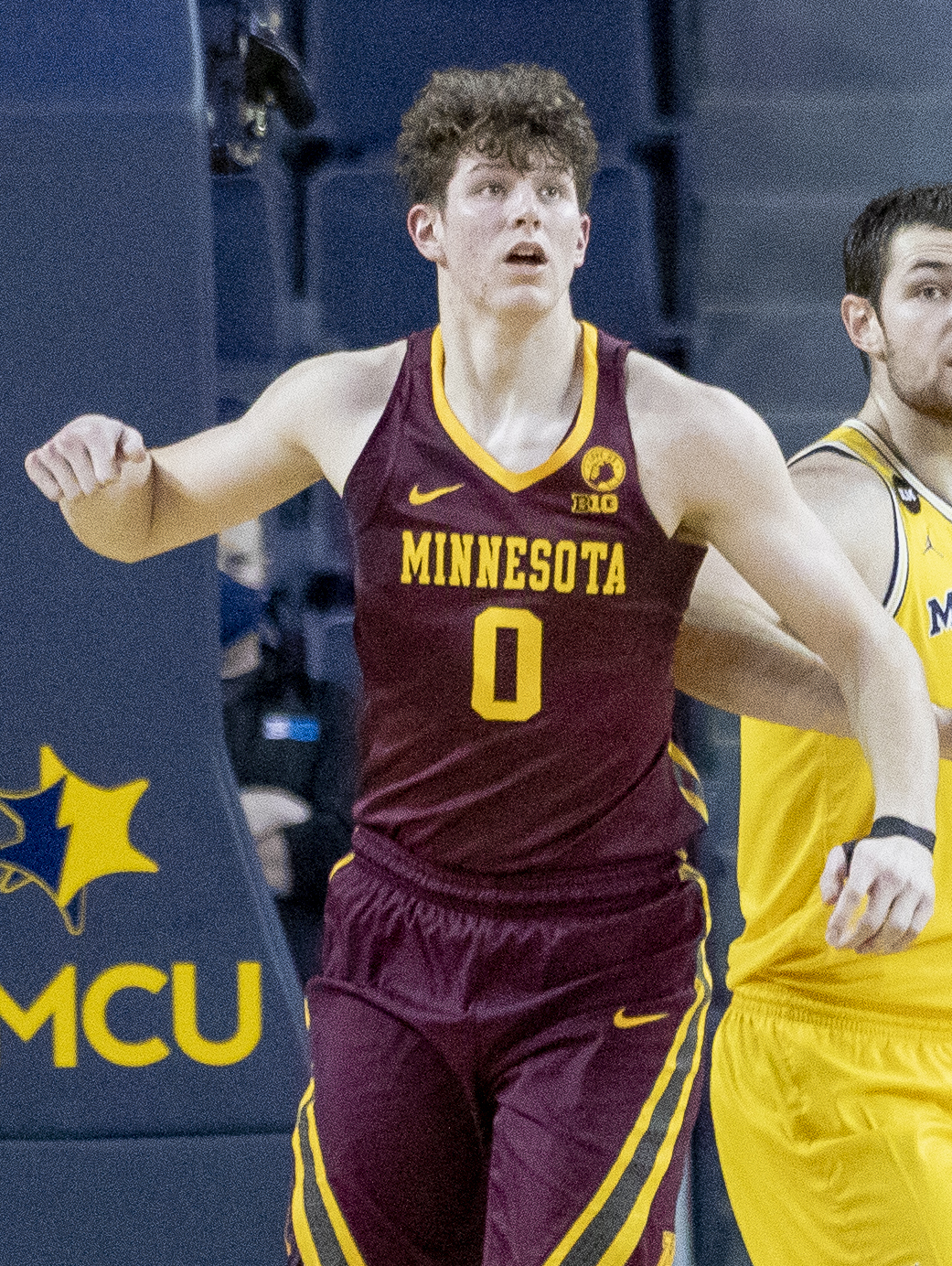
Liam Robbins, 2021.

Liam Robbins, född 12 juli 1999 i Davenport i Iowa, är en amerikansk professionell basketspelare (C) som spelar för Milwaukee Bucks i National Basketball Association (NBA).
Han blev aldrig NBA-draftad.
Innan Robbins blev proffs studerade han först på Drake University och spelade för deras idrottsförening Drake Bulldogs. Robbins blev senare överförd till University of Minnesota för spel i Minnesota Golden Gophers. Han bytte återigen och den gången till Vanderbilt University och att spela för deras Vanderbilt Commodores.